# Jezioro Kołeckie
Jezioro Kołeckie (niem. Kolk See) – jezioro rynnowe w Polsce, położone w województwie zachodniopomorskim, w powiecie choszczeńskim, w gminie Choszczno.
Akwen leży w kompleksie leśnym na Pojezierzu Choszczeńskim, około 1,5 km na wschód od miejscowości Golcza, w podobnej odległości na północ od jeziora znajduje się miejscowość Kołki.